# Patrick Cehlin
Patrick Alexander Cehlin, född 27 juli 1991 i Brännkyrka församling, Stockholms län, är en svensk före detta professionell ishockeyspelare (forward). 

## Karriär
Patrick Cehlin har tidigare spelat som forward för Djurgårdens IF från säsongen 2009/2010 till 2011/2012. Cehlin tingades av Nashville Predators som nummer 126 i den sjätte rundan av NHL-draften 2010. Han medverkade under junior-VM 2011, där han gjorde 6 poäng på lika många matcher. 